# Saeed Al Sulaiti
Saeed Al Sulaiti (Doha, 21 marzo 1985) è un pilota motociclistico qatariota.

## Carriera
Inizia a correre in competizioni internazionali nel 2010, quando prende parte al campionato mondiale Endurance. Corre anche nel campionato Superbike qatariota e nelle categorie Moto2 e Superbike del campionato spagnolo Velocità. Nel 2015 è quattordicesimo nel campionato Europeo Superbike. Nel 2016 corre nel campionato mondiale Superbike sulla Kawasaki ZX-10R del team Pedercini, chiudendo la stagione al 34º posto con un punto. Fa poi apparizioni come wild card nella classe Moto2 del motomondiale e nel campionato mondiale Supersport.

## Risultati in gara

### Campionato mondiale Superbike
| 2016 | Moto     |    |    |    |    |    |    |    |    |    |    |    |    |    |    |    |    |    |    |    |    |    |    |    |    |    |     |  |  | Punti | Pos. |
| ---- | -------- | -- | -- | -- | -- | -- | -- | -- | -- | -- | -- | -- | -- | -- | -- | -- | -- | -- | -- | -- | -- | -- | -- | -- | -- | -- | --- |  |  | ----- | ---- |
| 2016 | Kawasaki | 17 | 17 | 17 | 25 | 21 | 25 | NQ | NQ | 19 | 16 | 17 | 20 | 17 | 20 | 19 | 19 | 20 | 15 | 20 | 18 | 18 | 22 | 24 | 21 | 17 | Rit |  |  | 1     | 34º  |

| Legenda | 1º posto        | 2º posto            | 3º posto           | A punti      | Senza punti        | Grassetto – Pole position Corsivo – Giro più veloce |
| Legenda | Gara non valida | Non qual./Non part. | Ritirato/Non class | Squalificato | '-' Dato non disp. | Grassetto – Pole position Corsivo – Giro più veloce |

### Motomondiale
| 2017 | Classe | Moto     |     |  |  |  |  |  |  |  |  |  |  |  |  |  |  |  |  |  | Punti | Pos. |
| ---- | ------ | -------- | --- |  |  |  |  |  |  |  |  |  |  |  |  |  |  |  |  |  | ----- | ---- |
| 2017 | Moto2  | Speed Up | Rit |  |  |  |  |  |  |  |  |  |  |  |  |  |  |  |  |  | 0     |      |

| Legenda | 1º posto        | 2º posto            | 3º posto            | A punti      | Senza punti        | Grassetto – Pole position Corsivo – Giro più veloce |
| Legenda | Gara non valida | Non qual./Non part. | Ritirato/Non class. | Squalificato | '-' Dato non disp. | Grassetto – Pole position Corsivo – Giro più veloce |

### Campionato mondiale Supersport
| 2017 | Moto     |  |  |  |  |  |  |  |  |  |  |  |     |  |  | Punti | Pos. |
| ---- | -------- |  |  |  |  |  |  |  |  |  |  |  | --- |  |  | ----- | ---- |
| 2017 | Kawasaki |  |  |  |  |  |  |  |  |  |  |  | Rit |  |  | 0     |      |

| 2019 | Moto   |  |  |  |  |  |  |  |  |  |  |  |    |  |  | Punti | Pos. |
| ---- | ------ |  |  |  |  |  |  |  |  |  |  |  | -- |  |  | ----- | ---- |
| 2019 | Yamaha |  |  |  |  |  |  |  |  |  |  |  | 17 |  |  | 0     |      |

| Legenda | 1º posto        | 2º posto            | 3º posto           | A punti      | Senza punti        | Grassetto – Pole position Corsivo – Giro più veloce |
| Legenda | Gara non valida | Non qual./Non part. | Ritirato/Non class | Squalificato | '-' Dato non disp. | Grassetto – Pole position Corsivo – Giro più veloce |